# Jan Henckel-Gaschin von Donnersmarck
Jan (Hans) Henckel-Gaschin von Donnersmarck, właściwie Jan (Hans) Maria Łazarz Amand Antoni Henckel-Gaschin von Donnersmarck (ur. 23 grudnia 1899 w Kietrzu, zm. 15 czerwca 1993 w São Paulo, Brazylia) – graf von Henckel-Gaschin magnat śląski.

## Życiorys
Urodził się 23 grudnia 1899 roku w Kietrzu. jako syn Edgara i Karoline zu Windisch-Graetz.
21 stycznia 1939 roku w Biby (Szwecja) poślubił Anne-Sophie von Celsing, z którą miał dwie córki: Cecilie Mathilde Anna, Anne-Sophie Margarethe Elisabeth. 1 kwietnia 1928 r. został patronem kościoła w Krowiarkach. Jesienią tego samego roku rozpoczął elektryfikację wsi, którą w całości sfinansował. Pod koniec II wojny światowej uciekł ze swojego majątku w Krowiarkach na rowerze. Był ostatnim panem pałacu w Krowiarkach.
Zmarł 15 czerwca 1993 roku w São Paulo.

## Wywód przodków
| 4. Hugo II Henckel von Donnersmarck        |  |                                           |  |  |                                         |
|                                            |  | 2. Edgar Henckel-Gaschin von Donnersmarck |  |  |                                         |
| 5. Wanda von Gaschin                       |  |                                           |  |  |                                         |
|                                            |  |                                           |  |  | 1. Jan Henckel-Gaschin von Donnersmarck |
| 6. Ludwik Josef Nicolaus zu Windisch-Grätz |  |                                           |  |  |                                         |
|                                            |  | 3. Karolina zu Windisch-Grätz             |  |  |                                         |
| 7. Valerie Desewity de Czernok et Tarkfi   |  |                                           |  |  |                                         |
|                                            |  |                                           |  |  |                                         |